# Lotte Claes
Lotte Claes (5 de mayo de 1993) es una deportista belga que compite en duatlón y ciclismo. Ganó dos medallas en el Campeonato Mundial de Duatlón de Larga Distancia, plata en 2022 y bronce en 2023.

## Palmarés internacional
| Campeonato Mundial | Campeonato Mundial | Campeonato Mundial | Campeonato Mundial |
| Año                | Lugar              | Medalla            | Prueba             |
| ------------------ | ------------------ | ------------------ | ------------------ |
| 2022               | Zofingen (Suiza)   | Medalla de plata   | Individual         |
| 2023               | Zofingen (Suiza)   | Medalla de bronce  | Individual         |

## Palmarés ciclista
2025
- Omloop Nieuwsblad
- 3.ª en el Campeonato de Bélgica Contrarreloj